# Devol (Albânia)
Devol (em búlgaro:  Девол), também chamada de Deábolis ou Diábolis (em grego: Δεάβολις) era uma fortaleza medieval e uma sé episcopal na região da Macedônia ocidental, localizado ao sul do lago Ohrid no que é hoje o canto sudeste da Albânia (Distrito de Devol). Sua localização precisa é desconhecida, mas acredita-se que ela se localizava perto do rio do mesmo nome (hoje o rio Devoll) no trajeto da Via Egnácia. Ele foi mencionada pela primeira nas fontes históricas no relato de João Escilitzes sobre as guerras bizantino-búlgaras na época do imperador bizantino Basílio II (r. 976–1025), no qual ele conta que general Eustácio Dafnomeles derrotou alguns dos últimos focos de resistência à conquista bizantina da Bulgária em Deábolis em 1018. O local também é mencionado numa escritura concedida por Basílio à Arquidiocese Búlgara de Ácrida como um kastron (castelo) sob a jurisdição do bispo de Castória.

## História
Não se sabe precisamente quando Deábolis se tornou uma sé episcopal. Supõe-se que São Clemente de Ácrida (c. 840-916), um eminente escritor búlgaro, tenha sido bispo ali por volta de 900, segundo a sua "Vita" escrita por Teofilato de Ácrida duzentos anos depois. Porém, os primeiros documentos contemporâneos confirmando seu status como diocese são posteriores.
Devol/Deábolis foi também o local onde foi firmado o Tratado de Devol entre Boemundo I de Antioquia e o imperador bizantino Aleixo I Comneno (r. 1081–1118) em 1108. Ela foi reconquistada pelo Império Búlgaro no início do século XIII. A fortaleza continuou importante até o século XIV, mas a sua localização exata se perdeu. Já se propôs que ela tenha se localizado no local onde está hoje uma vila albanesa chamada Zvezdë (localizada em 40° 43' N 20° 51' E), uma conjectura que já havia sido proposta em 1835 pelo viajante britânico William Martin Leake.
O local exato de Deábolis/Devol no rio Devoll não deve ser confundido com uma outra fortaleza medieval também chamada Deábolis, Devolgrad, situada mais a leste na moderna República da Macedônia, perto de Kavadarci.